# Byeokjin-myeon
Byeokjin-myeon (koreanska: 벽진면)  är en socken  i kommunen Seongju-gun i provinsen Norra Gyeongsang, i den centrala delen av Sydkorea, 210 km sydost om huvudstaden Seoul.